# Benzothiophène
Le benzo[b]thiophène, ou thianaphtène, est un composé chimique de formule C6H4C2H2S. Il est présent naturellement dans les dépôts sédimentaires associés au pétrole tels que le lignite. C'est un solide blanc combustible à l'odeur désagréable, très peu soluble dans l'eau. Il s'agit d'un composé organosulfuré constitué d'un cycle thiophène fusionné avec un cycle benzène. Le benzo[c]thiophène est un isomère moins stable et sensiblement plus rare.
Le benzothiophène est employé en chimie fine et en pharmacie pour la synthèse de structures plus grandes généralement bioactives. Il est présent dans la structure de médicaments tels que le raloxifène, le zileuton (en), le sertaconazole ou encore la bénocyclidine (en). Il sert également à produire des pigments tels que le thioindigo.
Des traces de benzothiophène ont peut-être été détectées sur Mars par le rover Curiosity de la mission Mars Science Laboratory par analyse des gaz émanents d'échantillons issus du cratère Gale, parmi d'autres composés organiques dont l'ensemble présente des analogies avec le kérogène terrestre, d'origine biologique.